# Метод опозиції
Метод опозицій — один із методів лінгвістичних досліджень. Добре він поєднується майже зі всіма іншими методами лінгвістичного аналізу, наприклад з дистрибутивним не частіше ніж з компонентним чи контекстологічним.

## Історія
Вченню про опозиції наука зобов'язана філологу М. С. Трубецькому. Теорія опозицій була викладена у його класичній роботі, що стосується фонології.
Основа опозиції може розглядатися як деякий абстрактний інваріант. Реальні елементи виявляються тоді варіантами, коли вони ускладнені деякими додатковими ознаками. При порівнянні враховуються і розглядаються не всі ознаки, лише тільки ті, які визначені істотними для запропонованої моделі.
М. С. Трубецькой розрізняв опозиції по відношенню до системи і опозиції між членами опозиції. Одним із дослідників який успішно з'єднав теорію опозиції з теорією графів був С. Маркус, який переконливо довів, що опозиції по відношенню до системи слід цілеспрямовано розглядати як відносини між опозиціями.

## Види опозицій
Опозиції між членами опозиції розділяються на:
- привативні,
- градуальні,
- еквіполентні.

### Приватні опозиції
Приватними називаються опозиції, один член яких характеризується наявністю, а другий — відсутністю диференціальної ознаки. Приватні опозиції відповідають логічному закону виключеного третього (так — ні) і тому їх називають також бінарними, а класифікацію — дихотомічною.

### Градуальні опозиції
Градуальними називаються опозиції, члени яких відрізняються різним ступенем або градацією однієї і тієї ж ознаки. Для позначення опозиції прийнято вживати знак «::» або «÷».

### Еквіполентні опозиції
Еквіполентними називаються опозиції, які не є ні запереченням, ні підтвердженням якої-небудь ознаки, а характеризуються його якісною відмінністю.
С. Маркус, розробляючи теоретико-множинну теорію опозицій, додав до перерахованих типів ще нульові та диз'юктивні опзиції. Нульові відповідають тотожності, диз'юктивні — відсутності схожості, але ці два типи можуть мати тільки допоміжне значення.

## Класифікація за Трубецьким
Сам М. С. Трубецькой опозиціям між членами опозиції протиставляв опозиції по відношенню до системи, розрізняючи при цьому:
- пропорційні,
- ізольовані,
- багатомірні.

### Пропорційні опозиції
Пропорційною називається опозиція, відношення між членами якої тотожно відношенню між членами якоїсь іншої опозиції, так що вони утворюють кореляцію опозицій, що дозволяє виявити яку–небудь мовну закономірність.

### Ізольовані опозиції
Якщо в системі немає іншої пари, члени якої знаходилися б в таких же відносинах, дана опозиція вважається ізольованою.

### Багатомірні опозиції
Багатомірними М. С. Трубецькой називав опозиції, основа яких не обмежується членами даної пари, а розповсюджується і на інші елементи в системі.